# Dicranomyia scolopia
Dicranomyia scolopia är en tvåvingeart som först beskrevs av Alexander 1971.  Dicranomyia scolopia ingår i släktet Dicranomyia och familjen småharkrankar.
Artens utbredningsområde är Tonga. Inga underarter finns listade i Catalogue of Life.